# Дико, например
«Дико, например» — песня российского рэп-хип-хоп-исполнителя Pharaoh. Трек был выпущен 28 мая 2017 года на бит российского битмэйкера и исполнителя White Punk.
Трек стал одним из главных хитов Pharaoh и 2017 года в русскоязычном хип-хопе. Одновременно с выходом песни, в сеть был выложен видеоклип, снятый в имении в Подмосковье.
Лучший трек 2017 года по версии портала The Flow.

## История создания
Впервые фанаты узнали о существовании трека осенью 2016 года после того, как Pharaoh выложил отрывок композиции в свой Instagram аккаунт. А уже 21 октября исполнил ёё на своём выступлении в Самаре, а затем еще на нескольких концертах.
Как впоследствии вспоминал продюсер трека White Punk: 

Я просто писал его, помню, в темноте, я жил тогда у Даниэля дома, у Джонатана Ливингстона, жил у него и чё-то пацаны ушли на концерт The Chemodan, мне было херово очень сильно, там чё-то у меня температура была, а у меня как раз был готовый уже бит вот этот, но он был с акапеллой Father'а, там по-моему был хук «Everybody In The Club Gettin Shot», вот этот я подставил, получилось очень клёво, потом я показал Фаре, он такой сказал: «О, прикольно, давай послушаем без акапеллы» и мы послушали без акапеллы, закачали себе, я его ещё немножко поделал и всё так и получилось. Я скинул ему, он там буквально через несколько дней уже написал текст, записал его даже, и он лежал, мне кажется, там что-то около года у него и потом он его только выпустил.

Трек официально вышел вместе с клипом 28 мая 2017 года. Режиссером видеоряда стал штатный клипмейкер Dead Dynasty VISNU. По словам самого режиссера «идея была в том, чтобы делать царскую молодежь, не будь у нас революции». Видео практически сразу стало вирусным в интернете и получило множество пародий, самой известной из которых стала пародия исполненная в передаче Вечерний Ургант.
Сам трек впоследствии вошел в микстейп Pink Phloyd, став таким образом единственным альбомным синглом данной пластинки. 

#### Лирика
Сразу же после выхода фанаты пытаясь разобрать смысл в строчках, стали интерпретировать их на свой лад, что не понравилось самому Pharaoh. Спустя неделю после выхода сингла, Глеб вышел в прямой эфир в Instagram, в котором в течение 10 минут объяснял смысл строчек.

Пожалуйста, не воспринимайте всё очень буквально. Это, [блин] , искусство, это нужно думать, это нужно как-то проецировать. Не нужно это воспринимать слово в слово, детально и говорить типа: «..., что это за бред?!». Ну типа нет, это не об этом. Я очень надеюсь на то, что хоть чуть-чуть ваши мозги теперь зашевелятся, вы поймёте в каком векторе нужно смотреть на это дерьмо..

## Успех
На следующий день после выпуска, трек занял 50 место в мировом чарте Genius и продолжал подниматься выше, пока не достиг третьей строчки. В течение нескольких дней занимал первую строчку чарта ВКонтакте. По итогам 2017 года видеоклип на трек занял 9 строчку в списке самых популярных видео русскоязычного сегмента YouTube, а по состоянию на ноябрь 2024 года набрал 104 миллиона просмотров.

## Еженедельные чарты
| Чарт (2017)   | Лучшая позиция |
| ------------- | -------------- |
| ВКонтакте     | 1              |
| Genius        | 3              |
| iTunes Mexico | 76             |